# Claudia Heill
Claudia Heill (n. 24 ianuarie 1982, Viena, Austria – d. 31 martie 2011, Viena, Austria) a fost o sportivă austriacă, medaliată olimpică. A participat la 2 ediții ale Jocurilor Olimpice (2004, 2008) în care a câștigat o medalie de argint.